# Härryda-Posten
Härryda-Posten är en digital dagstidning som publiceras sedan 26 oktober 2022. Tidningen är sedan nystarten en del av Stampen Medias digitala lokaltidningar. Dessförinnan var HrP en dagstidning (gratistidning) med utgivningsperiod från 19 maj 1984 till 19 december 2018. Tidningen publicerades 2019 som Härryda Posten/Partille Tidning men lades ner hösten 2019. Tidningen fullstäniga titel var Härryda-Posten 1984-1995 och hade 1996-2001 tillägget Lokaltidning för alla i Mölnlycke, Landvetter , Härryda, Hindås, Rävlanda, Hällingsjö. Sedan 2022 heter tidningen Härryda-Posten.
Tidningens chefredaktör och ansvariga utgivare sedan nystarten 2022 är Csaba Bene Perlenberg.

## Redaktion
Redaktionsort  var hela tiden Mölnlycke. Politisk tendens till 1995 var opolitisk. Åren 1996 -2018 beskrevs tidningen som politiskt fri och oberoende. Sedan nystarten 2022 har tidningen ingen ledarsida och därmed ingen politisk beteckning.
| Period                 | Ansvarig utgivare     | Period                 | Redaktör              | Kommentar                                     |
| 1984-05-09--1992-03-04 | Gustafsson, Berit     | 1984-05-09--2001-09-05 | Gustafsson, Torbjörn  |                                               |
| 1992-03-11--2001-09-05 | Gustafsson, Torbjörn  | 2001-10-04--2003-12-18 | Gustavsson, Ola       | redaktionsansvarig                            |
| 2001-09-12--2014-12-17 | Michelsen, Bengt      | 2004-01-14--2014-06-25 | Gustavsson, Ola       | redaktionschef 2004-2013 med titeln platschef |
| 2015-01-07--2018-12-19 | Michelsen, William    | 2014-10-15--2018-12-19 | Anger, Per            | Platschef                                     |
| 2022-10-08-            | Csaba Bene Perlenberg | 2022-10-08             | Csaba Bene Perlenberg | Chefredaktör och ansvarig utgivare            |

Utgivningsdag var 1984 till 2001 onsdagar sedan torsdagar 2001-2003 för att 2003-2018 återgå till onsdagar.
Härryda-Posten utkommer sedan oktober 2022 med publiceringar dygnet runt på hemsida och i app samt med e-tidning två dagar i veckan, tisdagskvällar och fredagskvällar.

## Tryckning
Förlag för tidningen var 1984-2002 Härryda posten aktiebolag i Härryda. Åren 2002-2018 hette bolaget Aktiebolag William Michelsens boktryckeri i Alingsås. Tidningen trycktes i fyrfärg. Satsytan var inledningsvis större men från 2016 tabloid. Sidantalet var1985 16  till 20 sidor. 1996 12 sidor, och som minst år 2000 8 sidor. 2008-2014 hade tidningen upp till 32 sidor. Tryckeri var från1984 till 2016 Aktiebolag William Michelsens boktryckeri Alingsås, sedan åren 2016 till 2018 V-TAB Landvetter. Upplagan var i början cirka 13 000 och sista året cirka 17 000 med maximalt 17 200 år 2008. Annonsomfattningen var cirka 40 %. Priset var 0 kr utom för boende utanför Härryda som kunde prenumerera för 340 kr i början och sista året 495 kronor.
Härryda-Posten inleddes vid nystarten 2022 som en gratis digital dagstidning med e-tidning. Sedan 14 december 2023 har tidningen betalvägg och är Härrydas enda lokala och heldigitala, prenumererade dagstidning.